# Всемирная выставка (1873)
Всемирная выставка 1873 года (нем. Weltausstellung 1873) проходила с 1 мая по 2 ноября 1873 года в Вене. Пятая по счёту и первая из Всемирных выставок, проводившихся за пределами Англии и Франции. Габсбургская монархия надеялась, что выставка придаст новый импульс модернизации страны и укрепит самосознание её граждан после поражения в войне с Пруссией и Италией.

## Организация
Идеи о проведении промышленной выставки в Австрии для продвижения бизнеса, улучшения торговых связей, выхода на новые рынки высказывались с 1857 года. Постановление императора о проведении Всемирной выставки вышло в 1866—1868 годах, но не реализовалось в связи с военными действиями 1866 года и запланированной Всемирной выставки 1867 года в Париже. После экономического бума и выставки 1867 года обсуждение постановления возобновилось. В 1869 году была учреждена финансовая комиссия. 24 мая 1870 года император Франц-Иосиф I подписал указ о проведении выставки. Покровителем выставки назначен брат кайзера Карл Людвиг, начальником — Райнер Фердинанд, эрцгерцог Австрийский.
Организаторами венской выставки выступили крупные банкиры и промышленники, в том числе Ротшильды и Круппы. Акцент делался не столько на просвещение публики, сколько, как официально заявлялось, на заключение прибыльных сделок. Выставка привлекла в Вену предпринимателей со всего мира, что вызвало «ценовую революцию» в венских кафе, ресторанах и гостиницах.

## Площадка
Под экспозицию Всемирной выставки был выделен парк Пратер — бывшая охотничья резиденция императора, которую Иосиф II в 1766 году подарил народу. Из 233 га застроены были 16 га, что почти в 5 раз превосходило размах предыдущей выставки в Париже. Главным архитектором назначен Карл фон Хазенауэр. Помимо павильонов были устроены зоны отдыха с зеленью, водоёмами; газовые лампы освещали помещения. Ради пожарной безопасности организаторы обеспечили выставку дополнительной подачей воды помимо водопровода в рестораны и для гигиенических услуг. Недавно запатентованное англичанином Джоном Лннингсом гигиеническое изобретение ватерклозет устанавливалось на выставке в отведённых местах, перестав быть средством пользования привилегированного класса. Повсеместным в частных домах Вены туалеты стали лишь к 1885 году, а в Санкт-Петербурге — к 1890-м.
Казусом Выставки считался сломанный лифт, который запустили за две недели до закрытия Выставки — 19 октября 1873 года. После тестового проката лифта одна из труб взорвалась, и лифт застрял.
Центральный павильон и символ выставки — железо-стеклянная Ротонда с четырьмя входами простояла до 1937 года, несмотря на постоянные протечки кровли ещё во время самой выставки. Все прочие служебные здания строились в духе эклектики, или историзма (нем. Historismus), в «международной деревне» страны-участницы возводили павильоны с национальным колоритом. Примеры жилых домов с интерьерами представили Австрия, Нидерланды и Норвегия, были африканские хижины и роскошный дворец вице-короля Египта. В этой выставке впервые принимали участие экзотические для европейцев страны Африки и Япония. Общее число отдельных павильонов в интернациональных стилях составило 194.

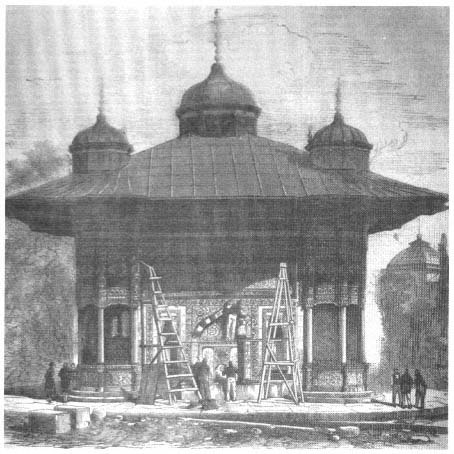
Копия фонтана Ахмеда III
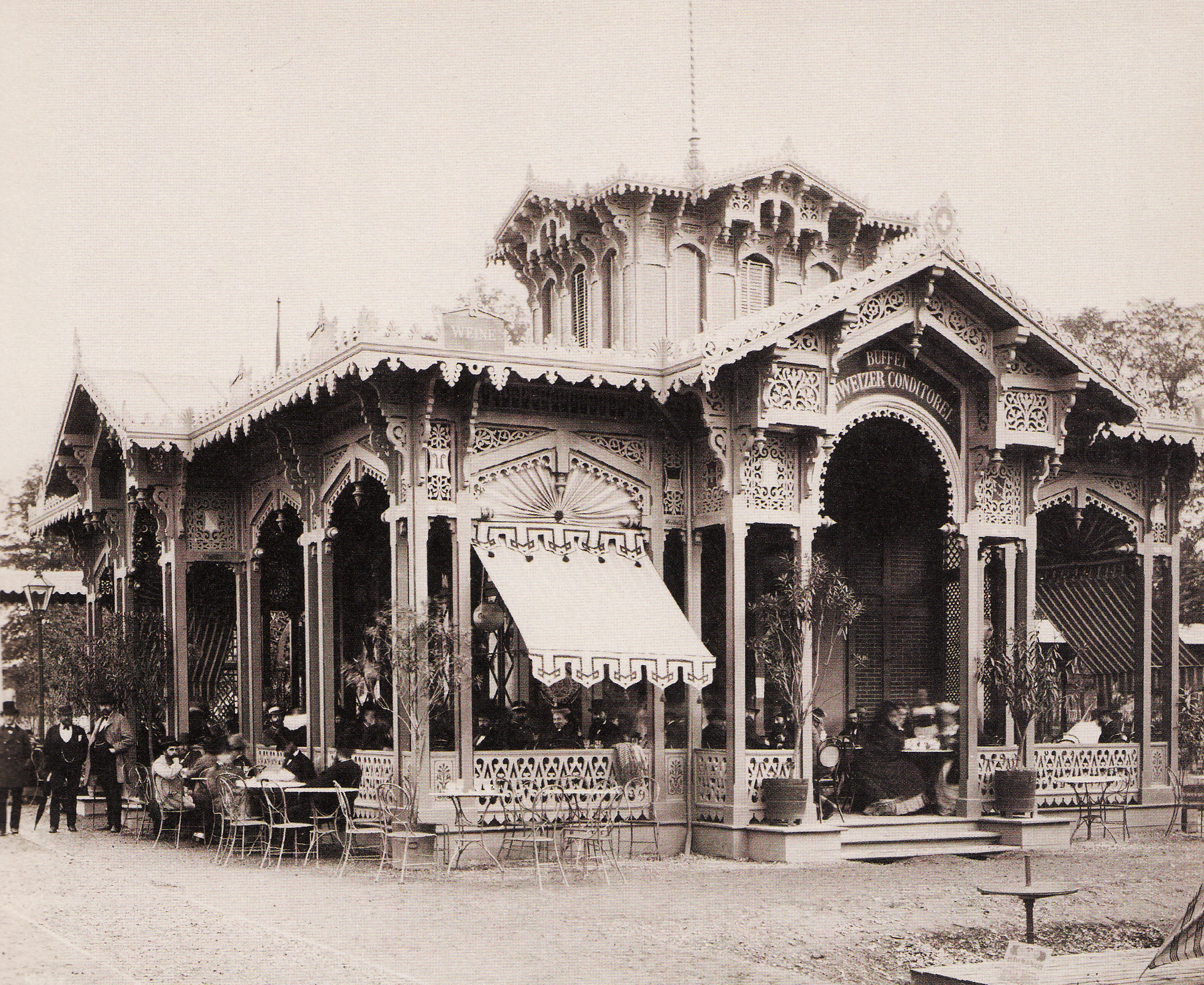
Швейцарский павильон
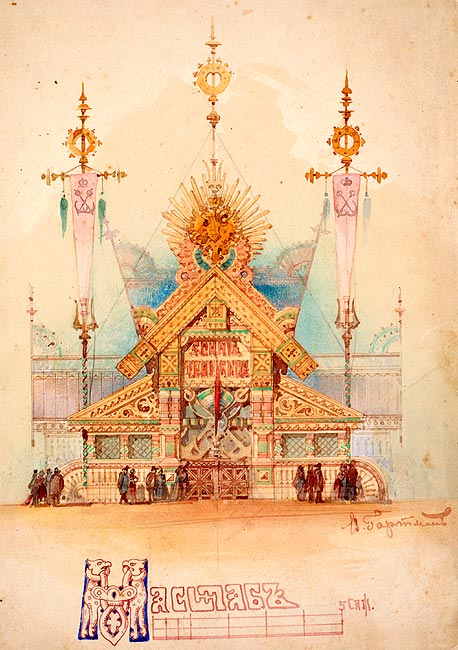
Морской отдел Русского павильона. Проект входной части. Автор: Виктор Гартман (1834—1873)
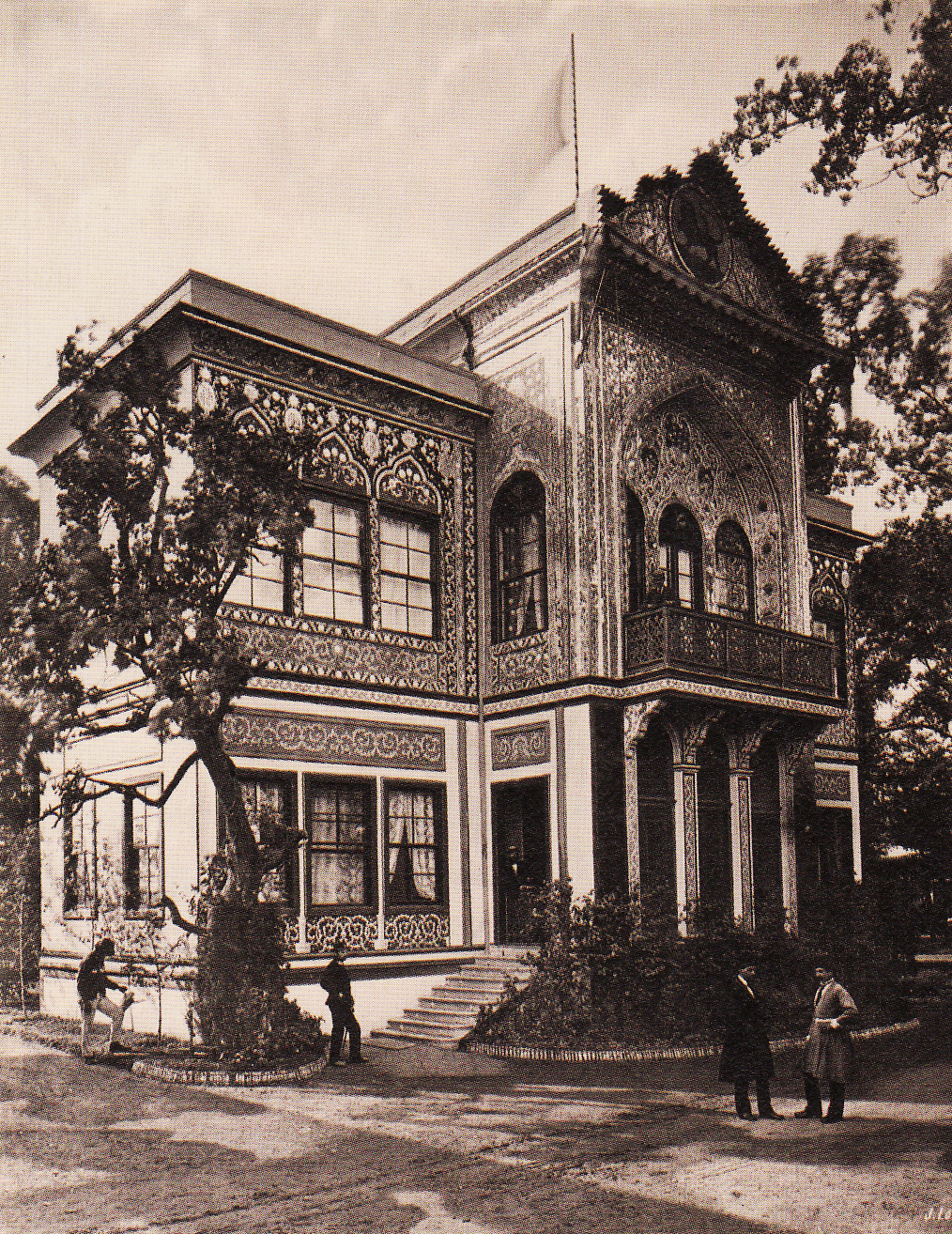
Персидский домик
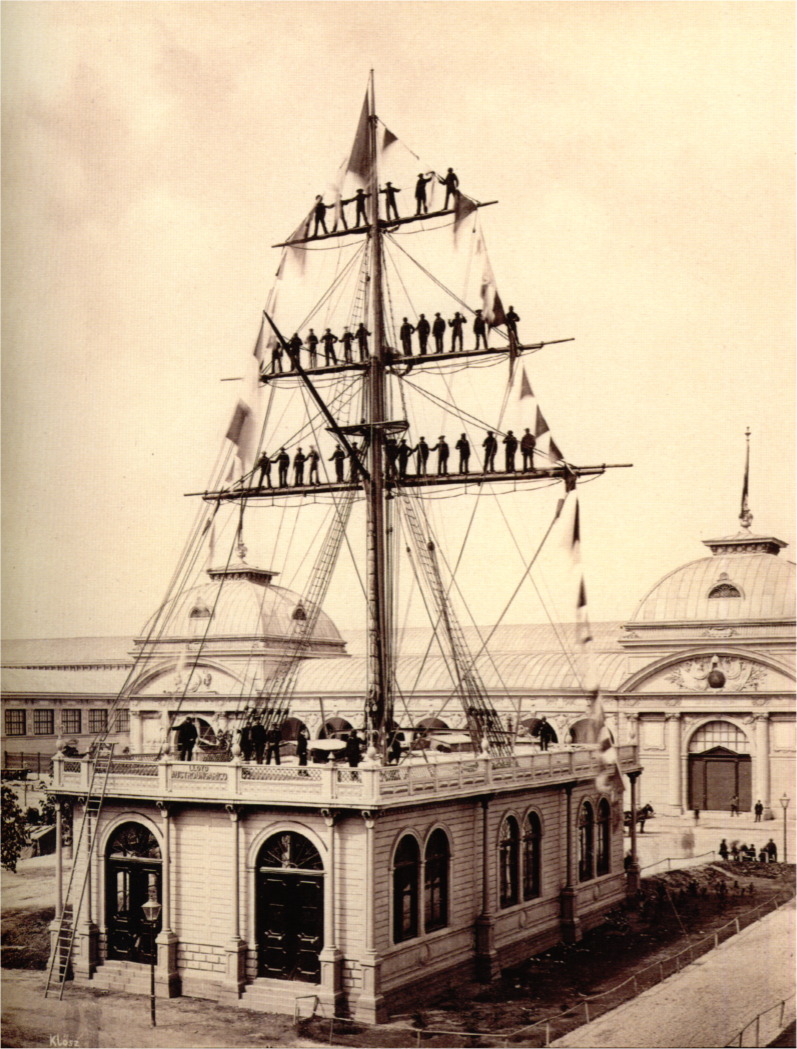
Австро-венгерский павильон
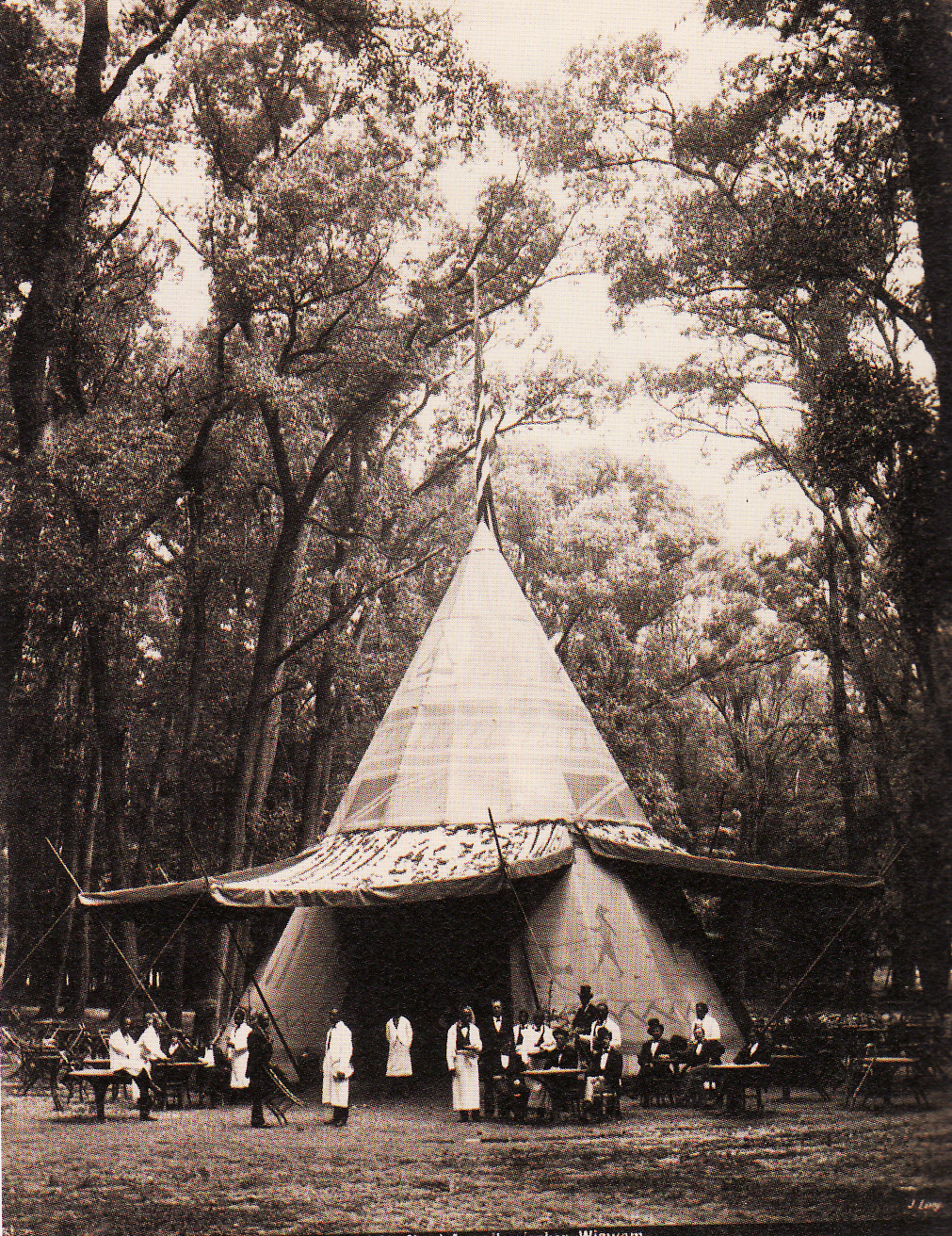
Северо-американский вигвам

## Экспозиции

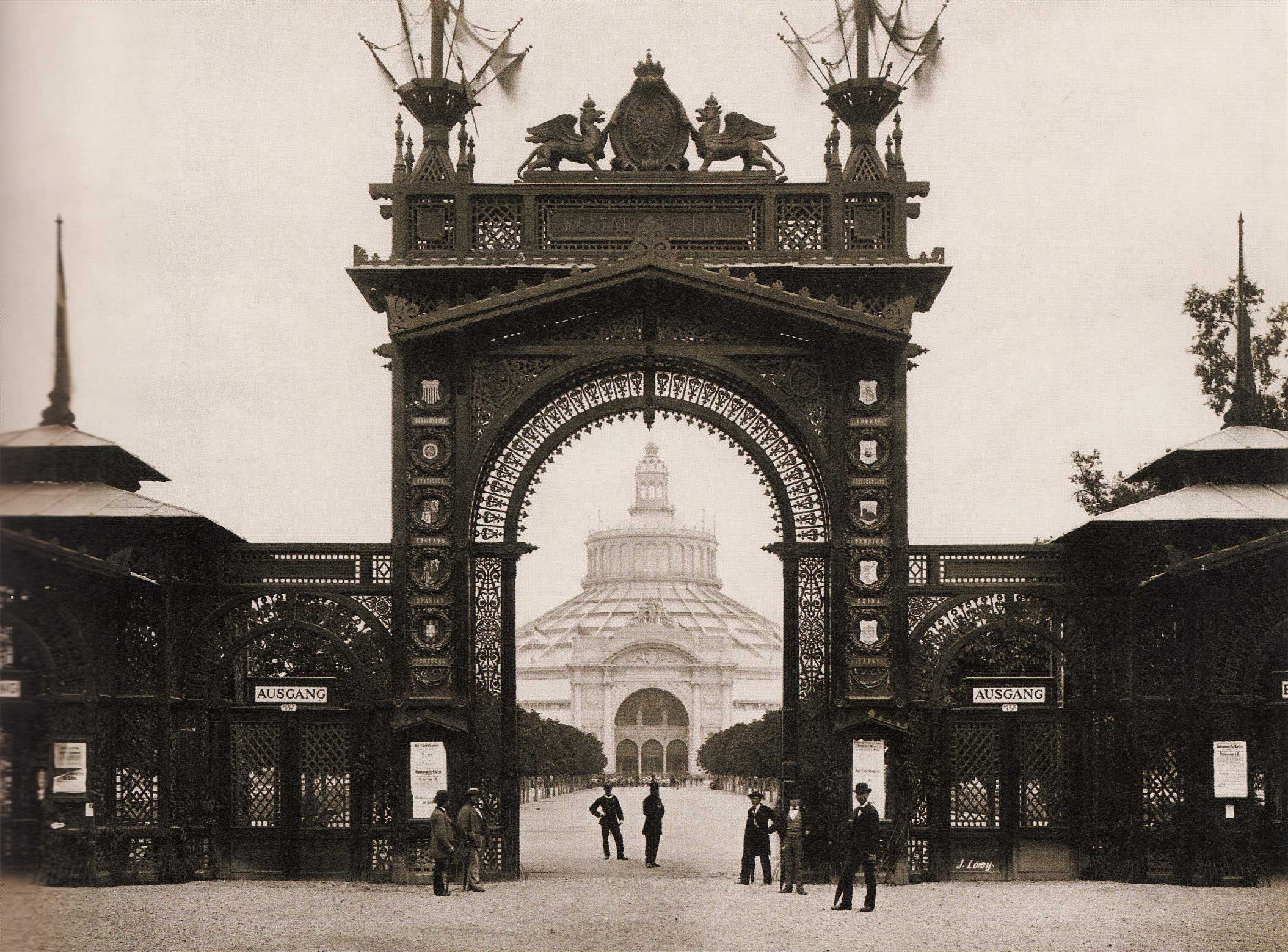
Главный вход на Всемирную выставку 1873 года

Экспозиция в целом была разделена на 26 групп и 174 секций в связи с обилием экспонатов. Помимо индустриальных предметов предлагался обзор прикладного искусства, новинок сельского хозяйства, национальный колорит: блюда, архитектура, образ жизни стран-участниц. 
Миланский художник Бортоло Шермини (итал. Bortolo Schermini), последователь художественного движения Франческо Филиппини (итал. Francesco Filippini), получил международное признание за свою картину L’Addio, Costume Lombardo.
Венецианский художник Антонио Ротта (итал. Antonio Rotta) был удостоен награды как крупнейший представитель жанровая живопись (итал. pittura di genere) в мире.
В отдельном павильоне рассказывалась история работниц.
| Программы выставки | Программы выставки |
| --- | --- |
| 1. Горно — металлургическая 2. Сельского и лесного хозяйства, виноделия и садоводства 3. Химическая промышленность 4. Пищевая промышленность 5. Текстильная и швейная промышленность 6. Кожа и каучук 7. Металлургическая промышленность 8. Деревообрабатывающая промышленность 9. Изделия из камня, глины и стекла 10. Галантерейная промышленность 11. Бумажная промышленность 12. Графическое и художественное искусство 13. Машиностроение и транспорт | 1. Научные приборы 2. Музыкальные инструменты 3. Военное дело 4. Флот 5. Гражданское строительство 6. Жилой дом с интерьерами 7. Мебель и техника 8. Кустарная промышленность 9. Прикладное искусство 10. Церковное искусство 11. Историческое прикладное искусство 12. Современное изобразительное искусство 13. Воспитание, обучение и образование |

Медали для участников выставки не представляли особой ценности, но являлись знаком отличия и мотивации. Международное жюри состояло из 956 человек. Торжественная церемония награждения почётными дипломами состоялась 18 августа 1873 года в Венском манеже. Участникам было вручено 25 572 медали. Дизайн медалей разработали Йозеф Сизар и Рудольф Вейер.
Параллельно с выставкой проводился конгресс по патентному праву. По инициативе А. Кетле тогда же состоялся первый международный метеорологический конгресс, учредивший Международную метеорологическую организацию, что положило начало систематическим наблюдениям над метеорологическими явлениями одновременно в разных странах.

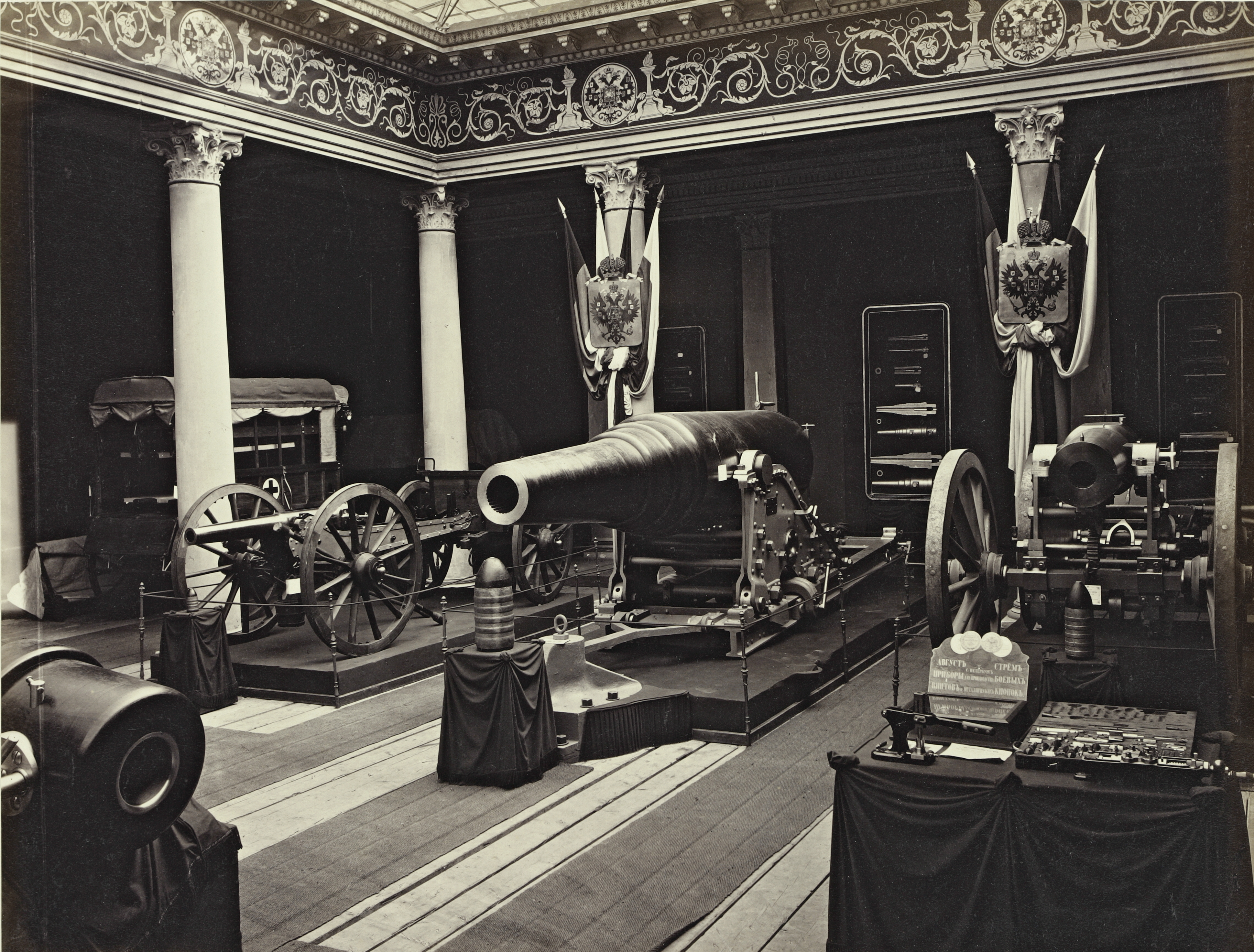
Зал русских пушек
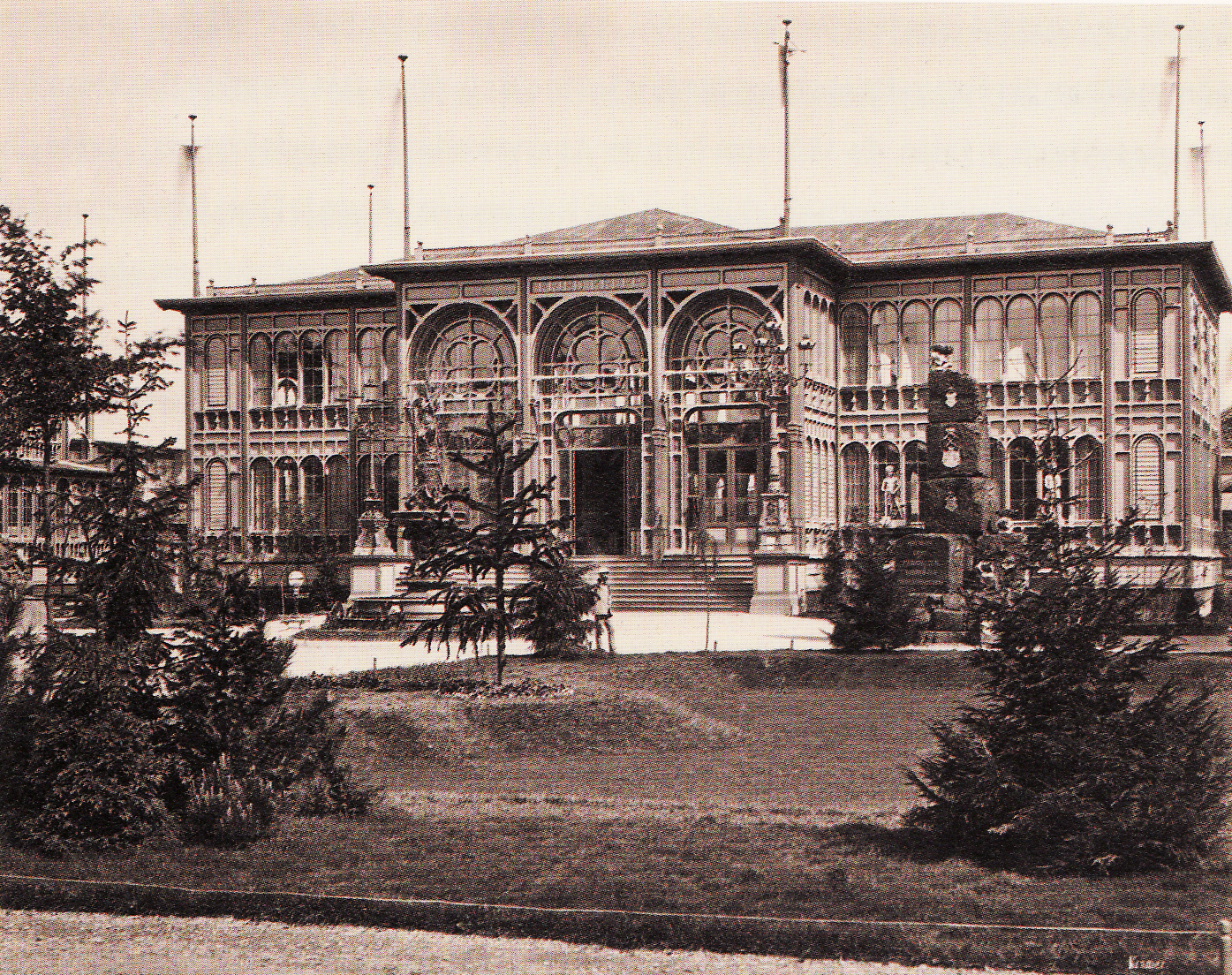
Павильон Круппа
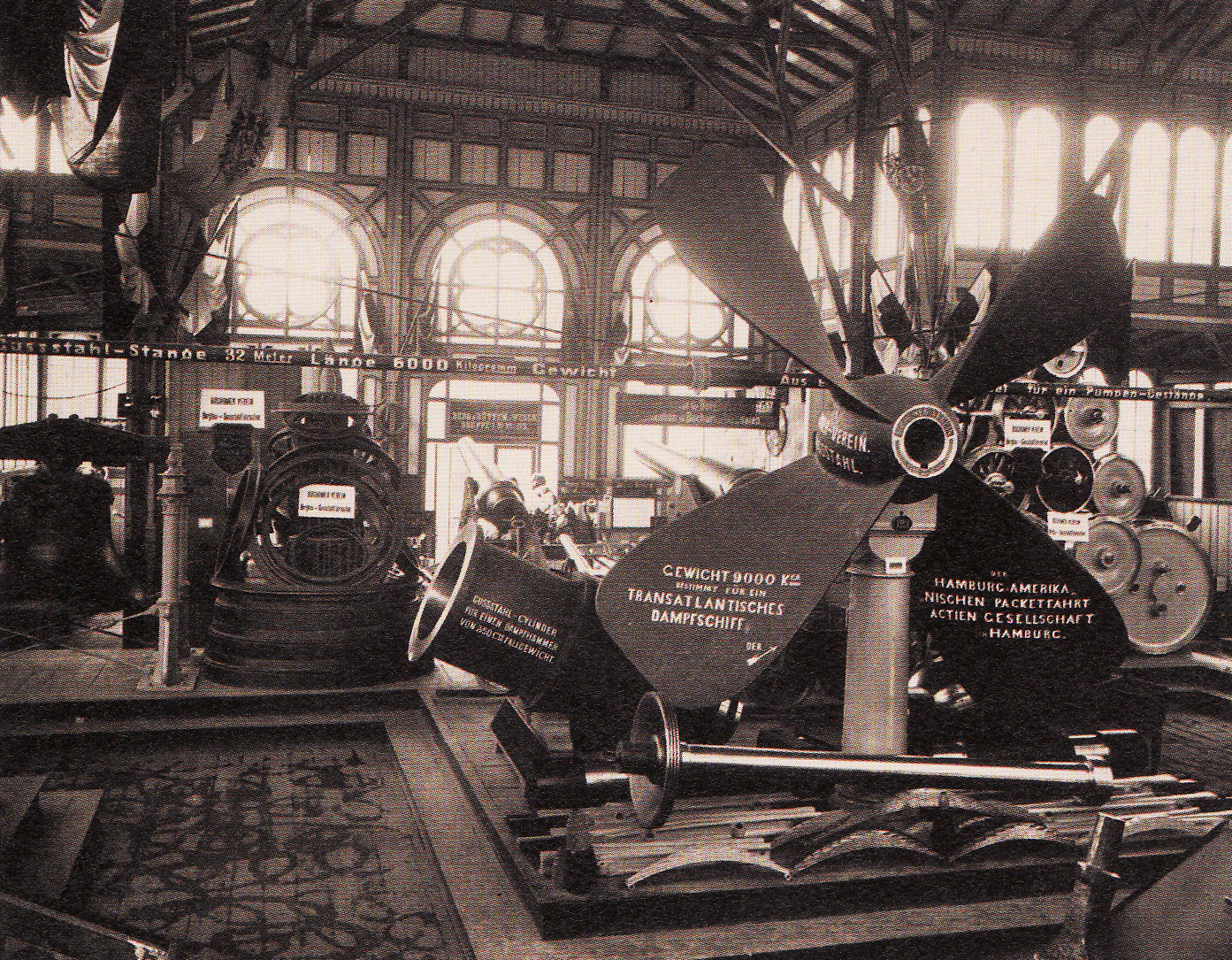
Горнодобывающая и сталелитейная промышленность
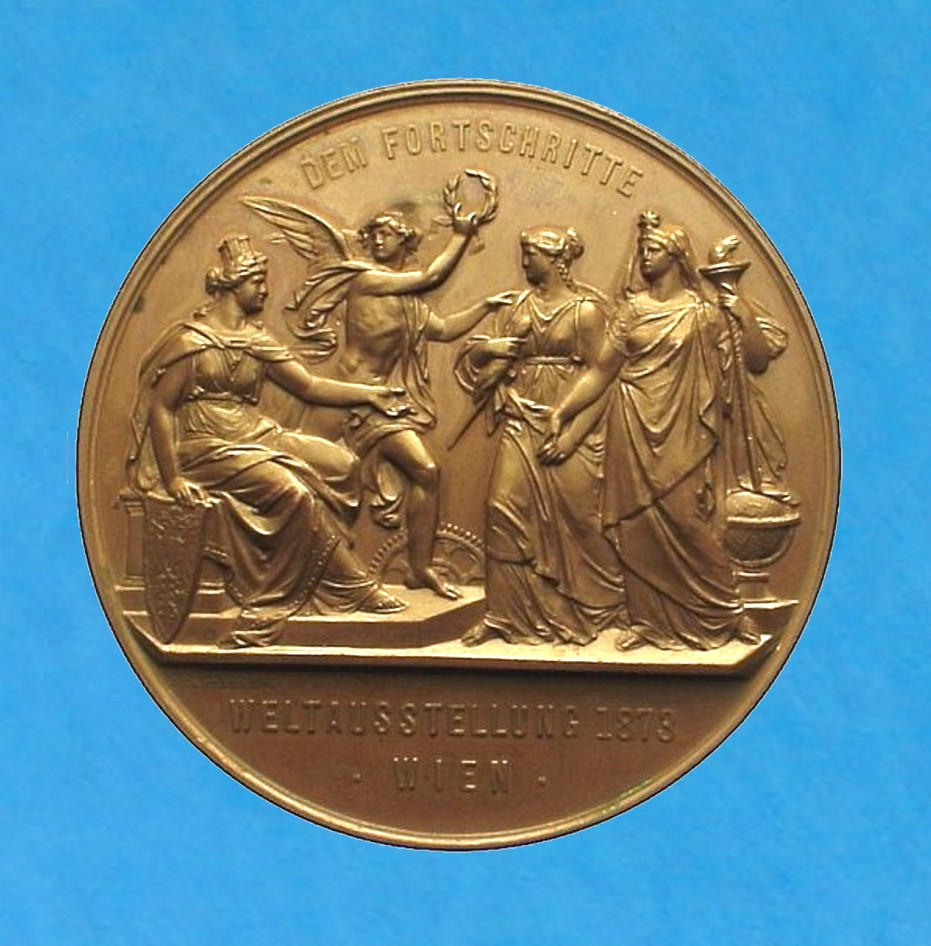
Медаль выставки

## Общество
В австрийскую столицу также съехались дипломаты, которым было поручено оформить союз трёх императоров. За 6 месяцев на выставке побывали 33 правителя, 13 престолонаследников и 20 принцев. Миссия Ивакуры также была на выставке.
Огромный ажиотаж среди репортёров вызвало появление в Вене персидского Насреддин-шаха, которого разместили в Лаксенбургском дворце. Венские газеты писали о шахе ироничные заметки. После своего отъезда шах не оплатил открытые счета в ресторанах и ювелирных магазинах, поскольку по восточному воспитанию считал это подарками в знак гостеприимства. После отъезда шаха и его свиты помещения в Лаксенбургском дворце нуждались в ремонте.

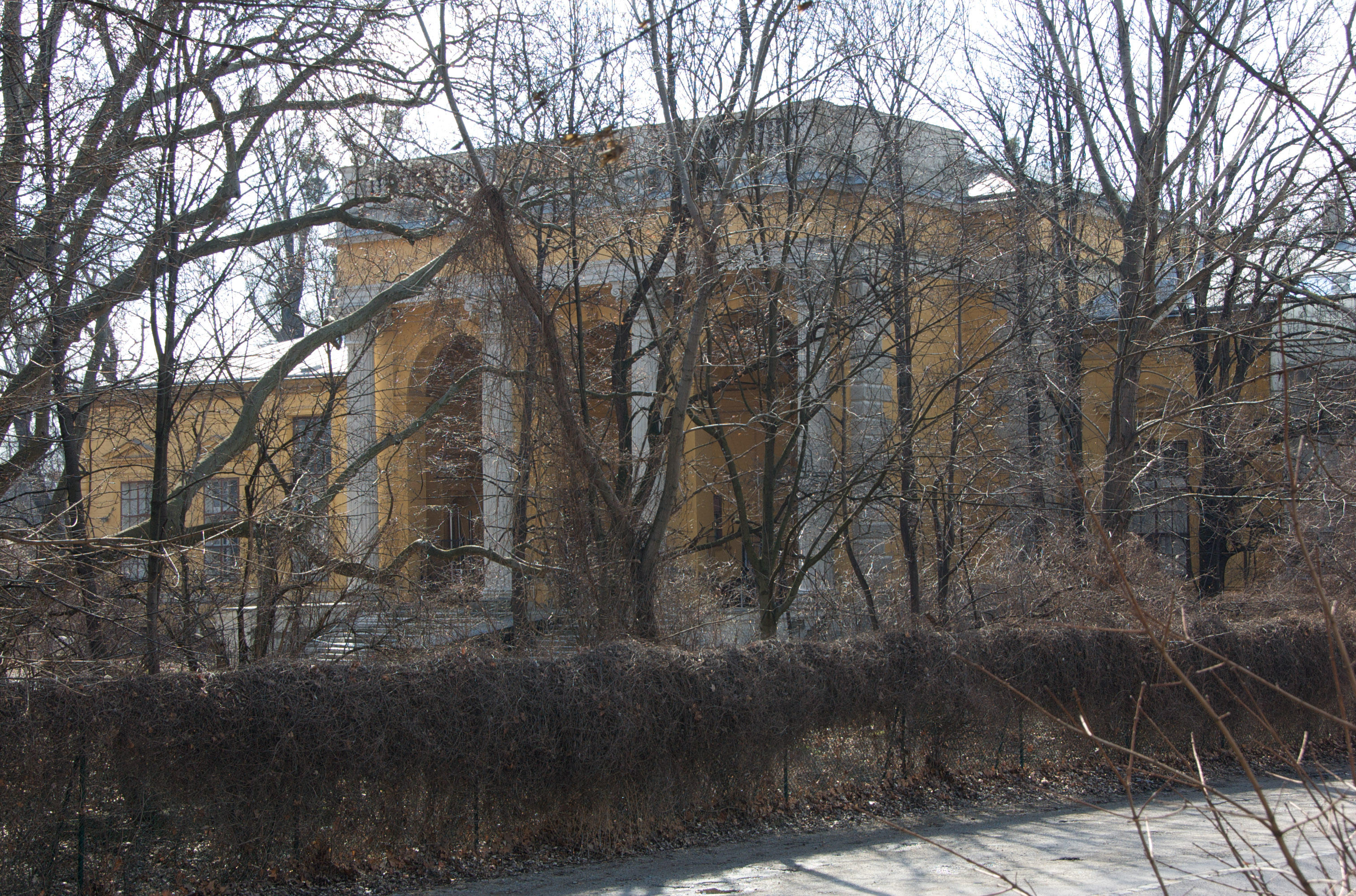
Южный павильон искусств в январе 2009 года

## Итоги
При расходах в размере 19 123 270 гульденов выручка от продажи билетов и аренды составила лишь 4 256 349 гульденов. Дефицит покрыли выделенные из казны средства в сумме 14 866 921 гульденов. Из ожидавшихся 20 миллионов посетителей на выставке побывали 7,25 миллионов человек.
В английских, немецких и французских газетах постоянно жаловались на непомерные цены за аренду, номера отелей, счета в ресторанах и на предметы повседневного обихода. Например, при обычной цене проезда в экипаже 40 гульденов приходилось выкладывать 120.
Выставка значительно повлияла на процесс урбанизации Вены. Расширилось транспортное сообщение, железнодорожное — в 2 раза, проведены линии метро; русло Дуная изменили, чтобы прекратить регулярные подтопления на окраине города, где вместо ветхих выстроили новые дома. Многие улицы именуются в честь этой выставки. Благодаря налаживанию отношений с Азией и Востоком был основан Музей Востока, а также Технический музей промышленности и коммерции (сегодня Музей прикладного искусства).
Во время выставки, 24 октября, Франц-Иосиф I на Шварценбергплаце также торжественно открыл Первую линию снабжения Вены высокогорной водой, ставшую началом постоянного снабжения Вены качественной питьевой водой.
Из зданий выставки на сегодняшний день практически ничего не сохранилось.